# Bräderbaach
Bräderbaach – mały ciek w południowo-zachodnim Luksemburgu, w dystrykcie Luksemburg, w kantonie Capellen, na obszarze gminy Mamer, w zlewisku Morza Północnego. Uchodzi do rzeki Mamer na południowych obrzeżach miejscowości Holzem, między zabudową ulic Route de Garnich oraz Neie Wee, tuż przed mostem na recypiencie w ciągu drogi CR103. Stanowi jej najdłuższy prawostronny dopływ. Ujście położone jest na wysokości ok. 297,5 m n.p.m..
Bräderbaach płynie w kierunku północno-wschodnim. Zlewnia cieku ma charakter rolniczy. Zajmują ją głównie pola uprawne oraz łąki.
Przecina odcinek drogi CR101, łączący Holzem z Garnich.